# Benguellia lanceolata
Benguellia lanceolata là một loài thực vật có hoa trong họ Hoa môi. Loài này được (Gürke) G.Taylor mô tả khoa học đầu tiên năm 1931.